# Loughrea
Loughrea (Iers: Baile Locha Riach, wat betekent town of the the grey lake (stad van het grijze meer)) is een plaats in het Ierse graafschap County Galway. De stad ligt ten noorden van een aantal beboste heuvels, de Slieve Aughty Mountains. De stad breidde zich in de afgelopen jaren uit omdat het een forenzenstad is geworden voor de stad Galway. Loughrea is de zetel van het rooms-katholieke bisdom Clonfert.
Loughrea was van oudsher een agrarisch dorp, met 6 km naar het oosten de Tynagh Mines. Tynagh was gedurende 15 jaar (1960-1975) de belangrijkste zink- en zilvermijn in Ierland. Er is nu een elektriciteitscentrale op het terrein van de Tynagh-mijnen. Toerisme en kleine ambachtelijke bedrijven spelen ook een belangrijke rol in de gemeenschap. Loughrea's toeristische infrastructuur wordt ondersteund door enige hotels, bed-and-breakfast-accommodaties, restaurants, coffeeshops en pubs. De plaats telt 5.057 inwoners.

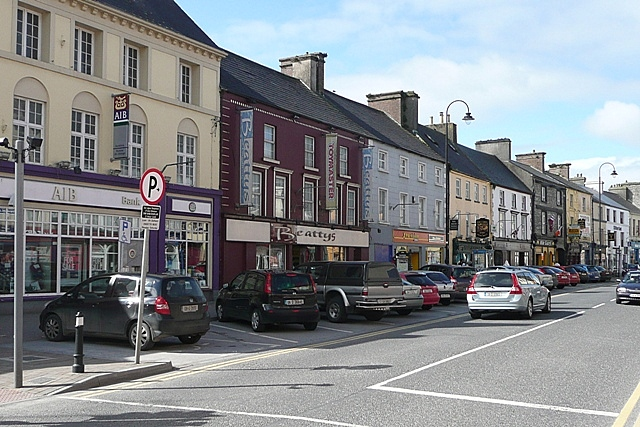
Hoofdstraat in Loughrea

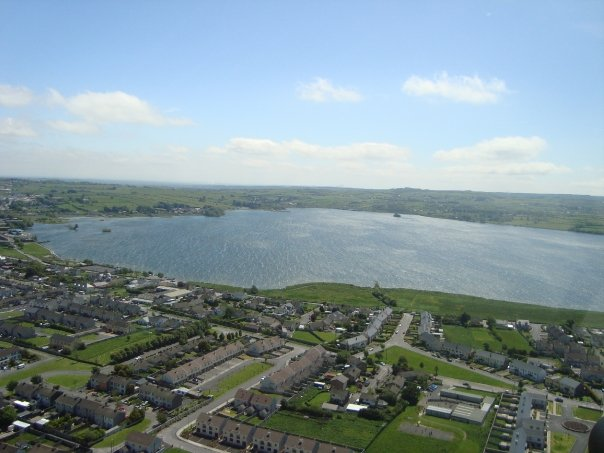
Loughrea aan het meer